# Tudose Roman
Tudose Roman (n. 5 ianuarie 1887, Chiperceni, Orhei – d. 1921, Step-Soci, Orhei a fost un poet și publicist român basarabean, deputat în Sfatul Țării, a votat pentru reunificarea Basarabiei cu România la 27 martie 1918. A debutat cu versuri în 1906 în ziarul Basarabia, prima publicație de limba română apărută în Basarabia ocupată de Rusia țaristă, a colaborat cu versuri și articole la  revista Cuvânt moldovenesc. În 1916 publică prima culegere de versuri Poezii moldovenești, iar trei ani mai târziu îi apare a doua și ultima plachetă  de poeme - Cântecul plugarului. Creația sa, așa cum remarca criticul și istoricul literar Ștefan Ciobanu, rămâne o pagină luminoasă în literatura basarabeană; este poetul cu satu-n glas aidoma lui Robert Barns, Șevcenco, Coșbuc, Esenin, Kolțov,, Pleșceev...  Și–a pierdut vederea din cauza bolii și fost nevoit să–și dicteze versurile. A fost un bun orator. La moartea sa poetul și preotul Antonie Luțcan i-a dedicat un emoționant poem.

## Opera
- Poezii moldovenești, Ch.,  1916
- Cântecul plugarului, Ch.,  1919
- Cântecul plugarului, Ch., 1956